# Unschuldig (Fernsehserie)
Unschuldig ist eine deutsche Krimiserie von den Regisseuren Philipp Kadelbach (Episode 1–4), Benjamin Quabeck (Episode 5–8) und Thomas Stiller (Episode 9–12), gedreht von 2007 bis 2008 in Berlin.

## Handlung
Die junge Berliner Rechtsanwältin Dr. Anna Winter untersucht mit ihren Kollegen bereits abgeschlossene Kriminalfälle, bei denen sie einen Justizirrtum vermutet. Sie strebt eine Wiederaufnahme des Verfahrens an, um zu beweisen, dass der vermeintliche Täter zu Unrecht im Gefängnis sitzt. Ihr Partner ist der ehemalige Polizist Marco Lorenz. Wissenschaftliche Indizien liefert der Krebsforscher Dr. Sebastian Krüger.

## Figuren

### Hauptfiguren

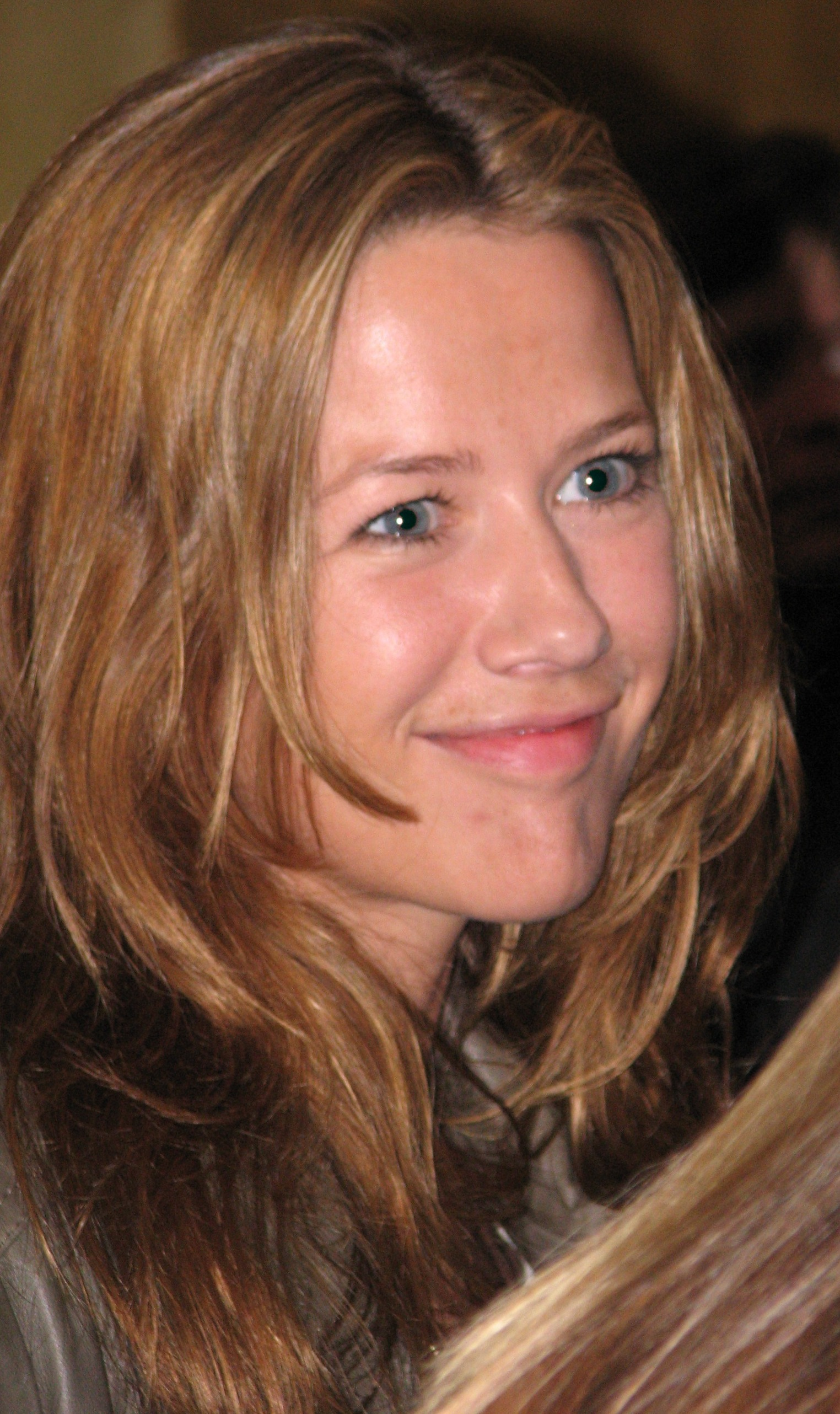
Alexandra Neldel spielt Dr. Anna Winter

#### Dr. Anna Winter
ist die Protagonistin bei den Ermittlungen. Mit ihrem Engagement versucht sie, ihre Vergangenheit aufzuarbeiten. Ihr eigener Vater war wegen der angeblichen Ermordung seiner Sekretärin unschuldig in Haft. Im Gefängnis nahm er sich das Leben, kurz bevor er entlastet wurde. Auch Anna Winter hatte ihrem Vater nicht geglaubt und kann sich das bis heute nicht verzeihen.

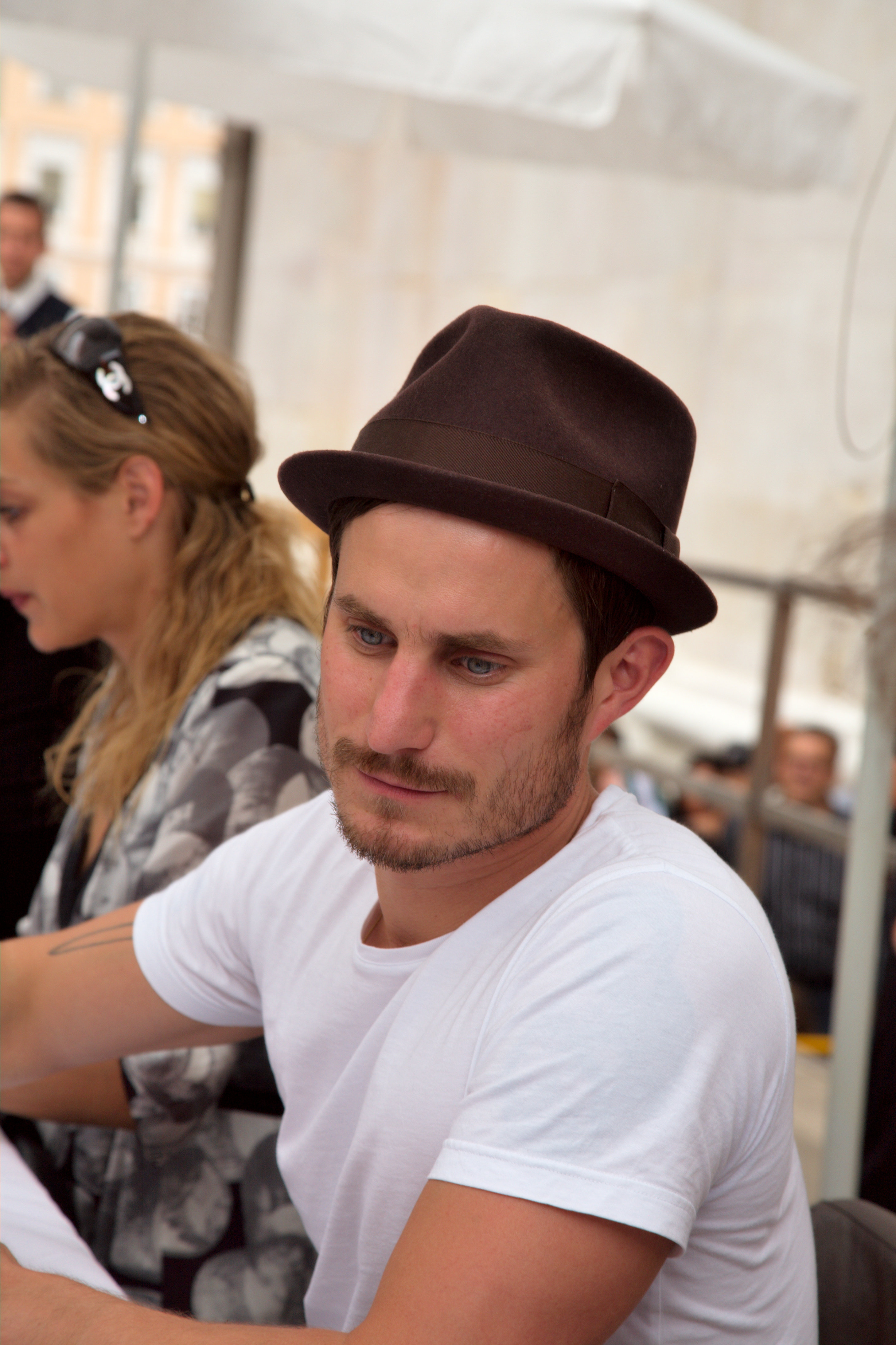
Clemens Schick spielt Marco Lorenz

#### Marco Lorenz
beendete seinen Dienst bei der Polizei, als die Ärzte bei ihm eine Ebstein-Anomalie diagnostizierten und ihm eine Lebenserwartung von nur noch wenigen Jahren in Aussicht stellten. Er lebt jedoch schon länger, als die Ärzte prophezeiten. Außerdem wurde ihm eine Körperverletzung vorgeworfen. Bei den Ermittlungen arbeitet er am Rande der Legalität und ist oft unberechenbar.

#### Dr. Sebastian Krüger
hilft Anna Winter und Marco Lorenz mit seinen forensischen Kenntnissen. Der Sohn eines Arztes arbeitet an einer Klinik in Berlin, wo er ein Krebsforschungsprojekt leitet, und leidet an Schlaflosigkeit.

#### Fabian
unterstützt das Team als Computer-Experte bei besonders schwierigen Fällen. Er recherchiert Informationen und liefert spezielle Programme, die zur Aufklärung dienen können.

#### Isabella Prado Falcon
verstärkt das Team seit der fünften Episode als Bürokraft. Isabella ist eine temperamentvolle Südamerikanerin, die als Kindermädchen nach Deutschland kam und unschuldig im Gefängnis landete. Sie arbeitet mit großem Engagement als Assistentin für das Team, seitdem Anna Winter ihre Unschuld bewiesen hat und sie so aus dem Gefängnis kam.

### Gastauftritte
In der zehnten Folge Maskenball spielt Eva Padberg das Model Elena Kerber. In der elften Episode Siri tritt Heiner Lauterbach in einer Nebenrolle als Robert Keller auf, der vergeblich versucht, Anna Winter zu engagieren. In der zwölften Folge Schwarze Tage spielt Lauterbach alias Robert Keller die Hauptrolle.

## Hintergrund

### Bezüge zur Realität
Die Geschichten, die in der Serie behandelt werden, sind von realen Fällen inspiriert. Nach Untersuchungen des Kriminalpsychologen Helmut Kury ist bei etwa einem Prozent aller verurteilten Verbrecher in Deutschland die Strafzumessung zu hoch.

### Produktion
Die erste Staffel wurde von 2007 bis 2008 von der Firma teamWorx produziert. Produzent war Sascha Schwingel, der zuvor schon Erfolge mit den Fernsehfilmen Dresden und Die Sturmflut hatte.

### Musik
Die Musik aus dem Trailer zur Serie stammt von Mazzy Star, der Song heißt Fade Into You.

## Auszeichnungen
- 2008: Bayerischer Fernsehpreis in der Kategorie Serien und Reihen für Alexandra Neldel[4]
- 2008: Deutscher Kamerapreis in der Kategorie Fernsehserie für Michael Schreitel für die Episode Hauptgewinn Tod[5]

## Episoden
Die ersten zwölf Folgen wurden mittwochs um 20.15 Uhr bei ProSieben ausgestrahlt.
|    | Titel                  | Erstausstrahlung | Inhalt |
| -- | ---------------------- | ---------------- | --- |
| 1  | Hauptgewinn Tod        | 23. April 2008   | Jörg Naumann soll seine Frau im Hotel ermordet haben. Der wahre Mörder sollte allerdings gar nicht Britta Naumann, sondern die Journalistin Katja Sturm töten, die einen Giftmüll-Skandal in Afrika aufdeckte. |
| 2  | Machtspiele            | 30. April 2008   | Katharina Beck führt ein Doppelleben als Richterin und Domina. Sie soll Ben Fechter, der unter Einfluss von Heroin stand, in einem SM-Club erdrosselt haben. In Wahrheit rächte sich jedoch jemand an der Richterin. |
| 3  | Isabella               | 7. Mai 2008      | Das chilenische Kindermädchen Isabella soll das Baby des Industriellen Trautmann im Pool getötet haben und steht kurz vor der Abschiebung. Tatsächlich war jedoch ihre Vorgängerin die Mutter des Kindes und Trautmanns Ehefrau die Mörderin. |
| 4  | Kunstfehler            | 14. Mai 2008     | Dina Simons soll aus Eifersucht ihren Ehemann, einen Schönheitschirurgen, ermordet haben. Simons starb jedoch, weil er entdeckte, dass seiner Gattin und anderen Frauen bei Operationen gestohlenes Gewebe eingesetzt wurde, das mit Erregern der Schlafkrankheit verseucht war. |
| 5  | Das Erbe unserer Väter | 21. Mai 2008     | Timo Wolf soll seinen Bruder Michael mit einer Handgranate ermordet haben. Aus einer Stasi-Akte geht hervor, dass ihr Vater Wilfried als Mauerschütze einen Jungen tötete. Als Michael dies nach vielen Jahren seinem Bruder verrät, stirbt er. |
| 6  | Trittbrettfahrer       | 28. Mai 2008     | Der entlassene Sicherheitschef Wolter soll den Sohn seines ehemaligen Chefs entführt haben. Der wahre Täter ist jedoch ein Freund der Babysitterin, der ein ungesichertes Fenster nutzte. |
| 7  | Singles                | 4. Juni 2008     | Wolfgang Brand soll seine Geliebte Jenny, die von ihm ein Kind erwartet, ermordet haben. Anna Winter findet heraus, dass Jenny zusammen mit einer Freundin als Lockvogel in einem Singleclub aktiv war. Als der Barkeeper Jenny nach Hause brachte, kam es zum Streit. Das Auto landete im Kanal und Jenny ertrank. |
| 8  | Die wilden 70er        | 11. Juni 2008    | Der krebskranke Siegfried Semler soll 1974 bei einer Demonstration für Holger Meins den Polizisten Burkhard Antes erschlagen haben. Antes, der an einer Korruption beteiligt war, wurde jedoch von seinem Kollegen Potowski getötet, weil dessen Frau ein Verhältnis mit Antes hatte. |
| 9  | Große Fische           | 18. Juni 2008    | Der Arbeitslose Collin Lehmann soll nach einem Streit über seinen Hund den Amtstierarzt Matthias Steinheimer in der Spree ertränkt haben. Sebastian entdeckt jedoch Bissspuren von Piranhas an der Leiche. In Wirklichkeit wurde Steinheimer von seiner Kollegin Schuck und dem Tierhändler Ludwig Zuckowski ermordet, weil er einen Betrug bei Einfuhrbestimmungen für exotische Tiere aufdecken wollte. |
| 10 | Maskenball             | 25. Juni 2008    | Mario Wernicke vergewaltigte Sandy Seiler. Nach einem misslungenen Täter-Opfer-Ausgleich beim Psychologen Rüdiger Heinze soll er das 14-jährige Model überfahren haben. Die wahre Täterin war jedoch Heinzes hinter einer Maske versteckte Frau, die wegen der intimen Beziehung zwischen Sandy und ihrem Ehemann eifersüchtig wurde. |
| 11 | Siri                   | 2. Juli 2008     | Der insolvente Kunsthändler Martin Gremm hat gestanden, aus Verzweiflung seine Ehefrau Siri und seinen Sohn Pablo erschossen zu haben. Jonas, sein Sohn aus erster Ehe, hält ihn jedoch für unschuldig. Letztlich stellt sich heraus, dass Siris Exmann, der auch Pablos wahrer Vater ist, die Tat begannen hat, weil er den Verlust nicht verkraften konnte. |
| 12 | Schwarze Tage          | 9. Juli 2008     | Robert Keller soll eine Firma für Flugzeugteile in die Luft gesprengt und dabei den Geschäftsführer Kießling getötet haben. Als Motiv gilt ein Flugzeugabsturz, bei dem Kellers Frau und Tochter starben. Keller bricht aus dem Gefängnis aus und entführt Anna, um ihr Team zur Untersuchung seines Falls zu zwingen. Tatsächlich hat Kießling Kellers Drohbriefe genutzt, um seinen Tod vorzutäuschen und nach Costa Rica zu fliehen, weil seine Firma mit mangelhaftem Zubehör handelte. Anna und Keller werden bei der Befreiung angeschossen. Durch einen Herzmonitor, der eine Asystolie zeigt, wird offengelassen, ob ihre Verletzungen mit dem Leben vereinbar sein werden. |

## Veröffentlichungen

### DVD
Die Serie erschien am 29. August 2008 auf DVD.

### Filme
Nach den ersten zwölf Episoden wird die Serie als Filmreihe mit 90-minütigen „TV-Movies“ fortgesetzt. Der erste Spielfilm feierte am 21. September 2009 Premiere, der zweite Film wurde am 8. Februar 2010 um 20:15 Uhr auf ProSieben ausgestrahlt. Die Titel der Filme lauten:
- 2009: Killerjagd. Töte mich, wenn du kannst
- 2010: Killerjagd. Schrei, wenn du dich traust[6]

## Kritik
Die Premiere der neuen Serie wurde mit umfangreicher Werbung und großen Hoffnungen aus der Branche begleitet. Die Serie soll nach einigen erfolglosen deutschen Krimiserien „das gesamte Genre made in Germany retten“. In den ersten Kritiken wird die Aufmachung nach US-amerikanischem Vorbild (CSI) besonders betont:

„Die Serie ist schnell geschnitten, schön düster, Sound-umwabert und hat einen hippen Look. Sie wirkt gleichzeitig aber auch arg durchdesignt, aseptisch und aus kalkulierten Ingredienzien komponiert.“

Lob gab es für die Hauptdarsteller:

„Clemens Schick ist als todkranker Bulle ein Partner auf Augenhöhe für Alexandra Neldel, die sehr klug spielt, nämlich reduziert, viele Close-ups auf ihre blauen Augen.“